# Naturschutzgebiet Hiesecke
Das Naturschutzgebiet Hiesecke mit einer Größe von 7,9 ha liegt im Oberen Arnsberger Wald im nördlichen Stadtgebiet von Olsberg im Hochsauerlandkreis. Das Gebiet wurde 2004 mit dem Landschaftsplan Olsberg durch den Hochsauerlandkreis als Naturschutzgebiet (NSG) ausgewiesen.

## Gebietsbeschreibung
Beim NSG handelt es sich um den Bach Hiesecke mit Auen und einen Birkenbruch. Im NSG kommt eine seltene Pflanzenart vor.

## Schutzzweck
Das NSG soll die Bach mit Aue und den Birkenbruch mit deren Arteninventar schützen.
Wie bei allen Naturschutzgebieten in Deutschland wurde in der Schutzausweisung darauf hingewiesen, dass das Gebiet „wegen der Seltenheit, besonderen Eigenart und Schönheit des Gebietes“ zum Naturschutzgebiet wurde.